# فرناندو دي آبرو
فرناندو دي آبرو (بالبرتغالية: Fernando de Abreu‏) هو مجدف برازيلي، (ولد في ريو دي جانيرو في البرازيل 1906  م).

## وصلات خارجية
- فرناندو دي آبرو على موقع الاتحاد الدولي للتجديف (الإنجليزية)
- فرناندو دي آبرو على موقع أوليمبيديا (الإنجليزية)